# Thomas Ihre
Thomas Ihre, född 3 september 1659 i Visby församling, Gotlands län, död 11 mars 1720 i Linköpings församling, Östergötlands län, var en svensk teolog. 

## Biografi
Ihre föddes 1659 i Visby. Han var son till rådmannen Nils Ihre och Elisabeth Thomasdotter. Ihre studerade i Visby och blev 1677 vid Köpenhamns universitet. Han blev där baccalaureus och studerade därefter vid Kiels universitet, Greifswalds universitet och Rostocks universitet. I Rostock stannade han fram till 1680 och begav sig sedan till Uppsala, där han inskrevs 21 december 1680. Ihre avlade 10 december 1685 magisterexamen vid Uppsala universitet. Han åtföljde därefter två adelsynglingar på grand tour och 1689-1692 vidarerutbildade han själv i Tyskland, Holland och England med Karl XI:s underhåll. Han blev extra ordinarie professor i teologi vid Uppsala universitet och kyrkoherde i Hagby församling 24 september 1692. Ihre blev 1692 prost. Han blev därefter tredje teologi professor vid Lunds universitet och kyrkoherde i Uppåkra församling 23 december 1693. Han blev 1711 andre teologie professor vid universitet. Ihre blev 1717 domprost i Linköpings församling. Han avled 1720 i Linköpings församling och begravdes 21 juni samma år i Linköpings domkyrka av biskopen Torsten Rudeen.
Ihre var professor i teologi vid Lunds universitet samt universitetets rektor 1698 och 1709–1710. Enligt en äldre källa ur det De la Gardiska arkivet var han omtyckt av studenterna men ej av sina professorskollegor. Han uppges ha hoppats på en utnämning till domprost i Lund, men utnämndes i stället till domprost i Linköping, där han bodde resten av sitt liv.
Ihre hade ett starkt musikintresse och i den Ihreska samlingen i Uppsala universitetsbibliotek finns sju musikhandskrifter. Av dem finns flera som synes till sin huvuddel ha anlagts under tiden i Köpenhamn 1677-1680 samt en yngre klaverbok som använts företrädesvis av hans dotter Catharina och hans son Johan.

### Familj
Thomas Ihre gifte sig första gången 29 juli 1696 med Brita Steuchia (1679–1710). Hon var dotter till ärkebiskopen Mattias Steuchius och Anna Tersera; modern tillhörde den så kallade Bureätten. De fick tillsammans barnen Matthias Ihre (1697–1710), Anna Elisabeth Ihre (1698–1706), Catharina Ihre som var gift med biskopen Andreas Olavi Rhyzelius i Linköpings stift, Maria Margareta Ihre (1702–1722), Nils Ihre (1703–1704), Nils Ihre (1705–1706), professorn Johan Ihre (1707–1780) i Uppsala och Carl Ihre (1709–1710).
Ihre gifte sig andra gången 19 augusti 1713 med Petronella Catharina Bille (1680–1746). Hon var dotter till Christian Bille af Dybeck och Karin Wind på Dybeck. Efter Thomas Ihres död gifte Petronella Catharina Bille om sig med Nils Bildensköld.